# Monumento storico (Svizzera)
In Svizzera, la classificazione come Monumento storico mira a proteggere un monumento o una costruzione notevole dalla sua storia o la sua architettura. Questo riconoscimento riguarda più specificamente l'arte e la storia attaccata al monumento.
Legalmente, questa nozione risale al 10 settembre 1898 con l'entrata in vigore a livello federale della « Legge sulla conservazione dei monumenti e degli oggetti d'arte aventi un interesse storico o artistico »
La « Legge federale sulla protezione della natura e del paesaggio » (LPN), è entrata in vigore il 1º luglio 1966. Definisce tra l'altro la dimensione della protezione, i mezzi ed il sostegno portato dalla Confederazione e le disposizioni penali in caso di infrazioni. L'articolo 4 descrive gli oggetti interessati: Trattandosi dei paesaggi e delle località caratteristiche, delle unità evocatrici del passato, delle curiosità naturali o dei monumenti secondo l'art. 24, al. 2, della costituzione, occorre distinguere:
- A. gli oggetti d'importanza nazionale
- B. gli oggetti d'importanza regionale e locale.

I cantoni possono essere portati ad effettuare competenze e ricevere del sostegno da parte della Confederazione. I cantoni dispongono anche dei loro regolamenti che definiscono le varie procedure, dipartimenti e servizi del cantone incaricato delle questioni relative alla protezione della natura e dei monumenti. Come esempio, il Canton Vaud, dispone di una « Legge sulla protezione della natura, dei monumenti e delle unità » (LPNMS) entrata in vigore il 10 dicembre 1969.
L'« Ordinanza sulla protezione della natura e del paesaggio » del Consiglio federale è entrata in vigore il 16 gennaio 1991..